# تپه سرآب مورت جنوبی
تپه سراب مورت جنوبی مربوط به دوره اشکانیان - دوره ساسانیان است و در شهرستان گیلانغرب، بخش مرکزی، دهستان چله، ۱۰۰ متری شمال روستای شیرزادی واقع شده و این اثر در تاریخ ۲۶ اسفند ۱۳۸۷ با شمارهٔ ثبت ۲۵۴۵۴ به‌عنوان یکی از آثار ملی ایران به ثبت رسیده است.